# بيور أو إس
بيور أو إس (بالإنجليزية: PureOS)‏ هي توزيعة لينكس مبنية على دبيان ترتكز على الخصوصية والأمن. توفر التوزيعة بيئتي جنوم أو كيدي بلازما بشكل افتراضي. طورت هذه التوزيعة شركة بيورزم لحواسب ليبرم المفتوحة وهاتف ليبرم 5.
صممت بيور أو إس لتتضمن برمجيات حرة حصرًا، وهي إحدى التوزيعات القليلة الحرة التي تنصح بها مؤسسة البرمجيات الحرة في قائمتها.

## وصلات خارجية
- الموقع الرسمي